# Giovanni Moscardini
Giovanni Moscardini, soprannominato "Johnny" (Falkirk, 22 giugno 1897 – Prestwick, 15 luglio 1985), è stato un calciatore scozzese, naturalizzato italiano.

## Biografia
Nato a Falkirk in Scozia da una famiglia di emigrati italiani, allo scoppio della prima guerra mondiale fu richiamato alle armi nell'esercito italiano.
Rimase gravemente ferito nel corso della battaglia di Caporetto e trascorse il resto del conflitto in convalescenza in Sicilia.
Terminata la guerra, nel 1918-19 iniziò a giocare come attaccante nell'A.S. Barga, la squadra del borgo toscano di Barga, da dove proveniva la sua famiglia, per poi militare nella Lucchese (1919-24) e nel Pisa (1924-25). Nell'estate 1923 fu temporaneamente aggregato alla rosa del Genoa per la tournée sudamericana che vide i rossoblu impegnati tra l'altro contro la nazionale uruguaiana e quella argentina.
Moscardini ha vestito la maglia della Nazionale italiana per nove volte, segnando sette reti. In maglia azzurra esordì il 6 novembre 1921, segnando il gol italiano in Svizzera-Italia 1-1. L'ultima sua presenza in azzurro risale al 1925, in una gara in cui segnò una doppietta in occasione di un 7-0 rifilato alla Francia.
Nel 1925 si sposa e decide di rientrare in Scozia, a Campbeltown dove lavora in un esercizio commerciale di proprietà dello zio e gioca nella locale squadra di calcio (1926-28). Si trasferisce quindi a Prestwick dove apre un proprio locale, il Lake Café, e dove visse fino alla morte nel 1985.
Nel 1979 gli è stato dedicato lo stadio comunale di Barga.

## Statistiche

### Cronologia presenze e reti in Nazionale
| Cronologia completa delle presenze e delle reti in nazionale ― Italia | Cronologia completa delle presenze e delle reti in nazionale ― Italia | Cronologia completa delle presenze e delle reti in nazionale ― Italia | Cronologia completa delle presenze e delle reti in nazionale ― Italia | Cronologia completa delle presenze e delle reti in nazionale ― Italia | Cronologia completa delle presenze e delle reti in nazionale ― Italia | Cronologia completa delle presenze e delle reti in nazionale ― Italia | Cronologia completa delle presenze e delle reti in nazionale ― Italia |
| Data                                                                  | Città                                                                 | In casa                                                               | Risultato                                                             | Ospiti                                                                | Competizione                                                          | Reti                                                                  | Note                                                                  |
| --------------------------------------------------------------------- | --------------------------------------------------------------------- | --------------------------------------------------------------------- | --------------------------------------------------------------------- | --------------------------------------------------------------------- | --------------------------------------------------------------------- | --------------------------------------------------------------------- | --------------------------------------------------------------------- |
| 06-11-1921                                                            | Ginevra                                                               | Svizzera                                                              | 1 – 1                                                                 | Italia                                                                | Amichevole                                                            | 1                                                                     |                                                                       |
| 15-1-1922                                                             | Milano                                                                | Italia                                                                | 3 – 3                                                                 | Austria                                                               | Amichevole                                                            | 2                                                                     |                                                                       |
| 26-2-1922                                                             | Torino                                                                | Italia                                                                | 1 – 1                                                                 | Cecoslovacchia                                                        | Amichevole                                                            | -                                                                     |                                                                       |
| 21-5-1922                                                             | Milano                                                                | Italia                                                                | 4 – 2                                                                 | Belgio                                                                | Amichevole                                                            | 1                                                                     |                                                                       |
| 3-12-1922                                                             | Bologna                                                               | Italia                                                                | 2 – 2                                                                 | Svizzera                                                              | Amichevole                                                            | -                                                                     |                                                                       |
| 15-4-1923                                                             | Vienna                                                                | Austria                                                               | 0 – 0                                                                 | Italia                                                                | Amichevole                                                            | -                                                                     |                                                                       |
| 27-5-1923                                                             | Praga                                                                 | Cecoslovacchia                                                        | 5 – 1                                                                 | Italia                                                                | Amichevole                                                            | 1                                                                     |                                                                       |
| 20-1-1924                                                             | Genova                                                                | Italia                                                                | 0 – 4                                                                 | Austria                                                               | Amichevole                                                            | -                                                                     |                                                                       |
| 22-3-1925                                                             | Torino                                                                | Italia                                                                | 7 – 0                                                                 | Francia                                                               | Amichevole                                                            | 2                                                                     |                                                                       |
| Totale                                                                |                                                                       | Presenze                                                              | 9                                                                     |                                                                       | Reti (49º posto)                                                      | 7                                                                     |                                                                       |